# Windgällenhütte
Die Windgällenhütte ist eine bewirtschaftete Schutzhütte des Akademischen Alpen-Clubs Zürich (AACZ) auf 2031 m ü. M. südlich von der Gross Windgällen in den Glarner Alpen.

## Geschichte
1905 wurden die Fundamente der ersten Windgällenhütte erstellt, welche 1906 eröffnet wurde. Im folgenden Jahr, am 4. März 1907 wurde die Hütte durch eine Staublawine komplett zerstört. Die 70,5 kg schwere Hüttenkasse wurde noch aus den Trümmern ausgegraben.
1908 wurde die zweite Hütte erbaut, nach den Plänen der alten Hütte, mit kleinen Änderungen und einer zusätzlichen Schutzmauer im Wert von 3000 CHF. Die Einweihung fand am 18. Juli 1909 statt.
Im Oktober 1986 wurde mit einem Ausbau der Hütte begonnen, die Einweihung der Hütte fand am 2./3. Juli 1988 statt.
2000/2001 wurde an der Hütte abermals mit Erweiterungsarbeiten begonnen, welche am 1./2. September 2002 mit einem Einweihungsfest fertiggestellt wurden.

## Zustieg
- von der Bergstation Golzernseilbahn über Seewen 2,5 Std.
- von der Bergstation Golzernseilbahn über Oberchäseren 2,5 Std.

## Nachbarhütten
- Hüfihütte
- Hinterbalmhütte

## Wanderungen
- Höhenweg Maderanertal 5,75 Std., 840 hm[2]
- Erzgruben 4,5 Std.[3]
- Chli Windgällen 3,5 Std. (Eine sehr anspruchsvolle Tour, SAC-Wanderskala T6)[4]

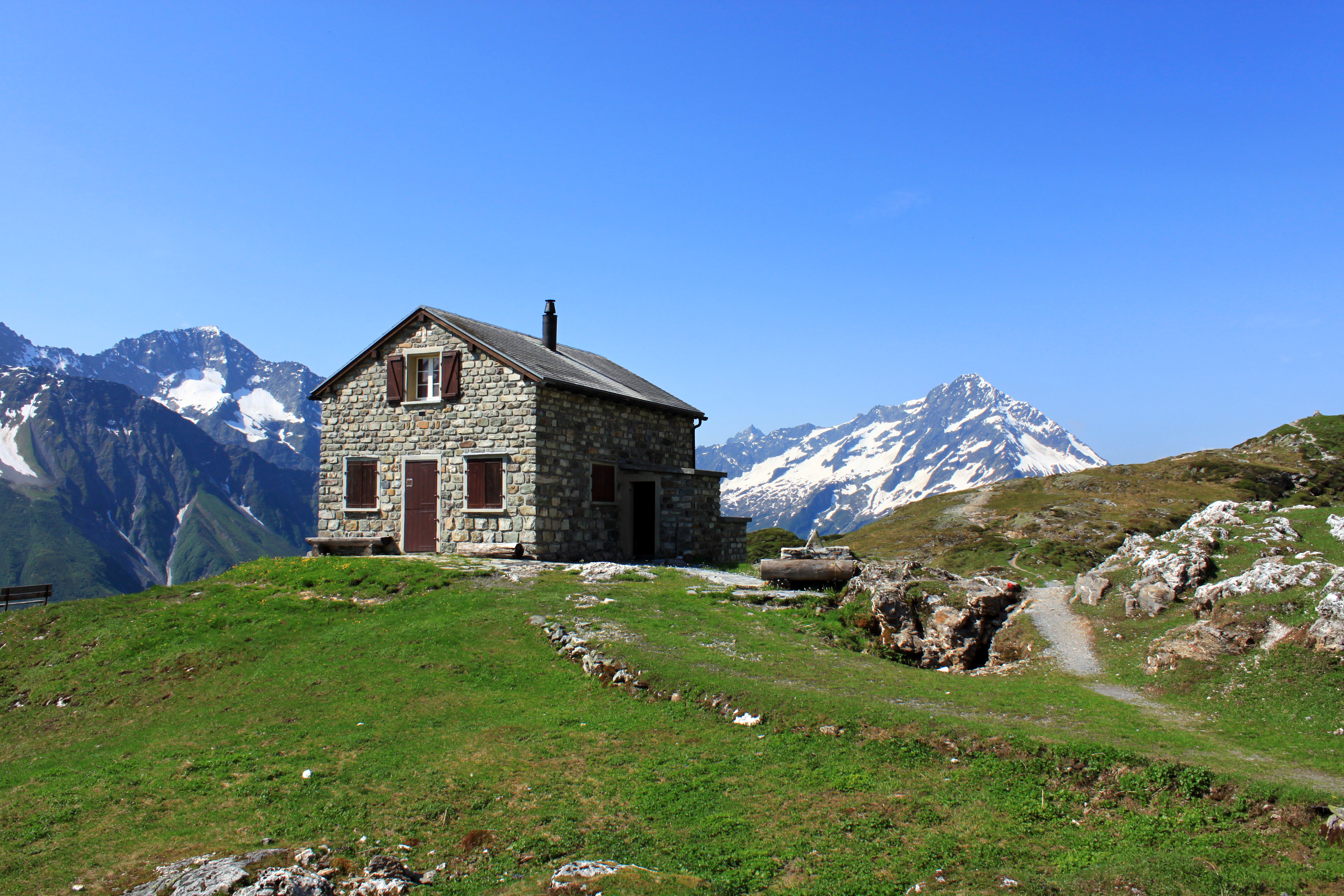
Alte Windgällenhütte

## Grosse Maderaner Rundtour
Die Grosse Maderaner Rundtour ist eine Mehrtagestour, welche in fünf Tagen durch die intaktesten Bergtäler der Schweizer Alpen führt.
- Bristen – Windgällenhütte 2,5 Std.
- Windgällenhütte – Hüfihütte 5 Std.
- Hüfihütte – Cavardirashütte 6 Std.
- Cavardirashütte – Etzlihütte 5 Std. (Hinweis: Die Route führt über den Brunnifirn-Gletscher, entsprechende Ausbildung und Ausrüstung wird benötigt) / kombinierbar mit dem Oberalpstock 3327 m
- Etzlihütte – Bristen 3 Std.

## Kletterrouten
- Südgrat des Schwarz Stöckli (2614 m) 2–3
- Westgrat Gwasmet – Pucher (2933 m) 4a
- Südwand Ruchenfensterturm (2918 m) 6a+
- Südwand/Westgrat Ruchenfensterstock (2918 m) 4b
- Südkante Hölenstock (2901 m) 5b
- Chalchschijen Südwand 8-[7]

### Gross Windgällen (3187 m)
- Ost-Flanke III
- Südost-Flanke IV+
- Westgrat IV+
- Südsporn 6a

## Klettergärten
Oberhalb der Windgällenhütte sind mit 20–45 Minuten Gehzeit mehrere Klettergärten erreichbar.
- Hausblock 3a bis 7+
- Lüthiplatten 3c bis 5c
- Steiler Pfeiler 4c bis 6a
- Schwarz Berg S-Pfeiler 4a bis 6a
- Sherpa-Kinderklettergarten 2b bis 3a
- Schwarzbergseeli 4c bis 5c
- Mabastein 4c bis 6b

## Karten
- Landeskarte Blatt 1192 Schächental (1:25.000)
- Landeskarte Blatt 1212 Amsteg (1:25.000)
- Landeskarte Blatt 246 Klausenpass (1:50.000)
- Landeskarte Blatt 256 Disentis (1:50.000)